# Mohammed Tanko Ismaila
Mohammed Tanko Ismaila (Ghana, 15 de noviembre de 1988), futbolista ghanés. Juega de delantero.

## Selección nacional
Ha sido internacional con la Selección de fútbol de Ghana Sub-20.

## Clubes
| Club                  | País   | Año       |
| --------------------- | ------ | --------- |
| Heart of Lions FC     | Ghana  | 2008-2010 |
| CD Leganés            | España | 2010-2011 |
| CD Teruel (cesión)    | España | 2011      |
| Medeama Sporting Club | Ghana  | 2011-     |